# Charles Davis (baloncestista)
Charles Edward Davis, Jr. (Nashville, Tennessee, 5 de octubre de 1958) es un exjugador de baloncesto estadounidense que jugó ocho temporadas en la NBA, y una más en la liga italiana. Con 2,00 metros de estatura, lo hacía en la posición de ala-pívot.

## Trayectoria deportiva

### Universidad
Jugó durante cinco temporadas, aunque una de ellas la pasó casi entera lesionado, con los Commodores de la Universidad Vanderbilt, en las que promedió 16,0 puntos y 7,1 rebotes por partido. Es en la actualidad el octavo máximo anotador histórico de los Commodores con 1.675 puntos. En 1979 fue incluido en el segundo mejor quinteto de la Southeastern Conference.

### Profesional
Fue elegido en la trigésimo quinta posición del Draft de la NBA de 1981 por Washington Bullets, donde jugó durante tres temporadas apareciendo en contadas ocasiones en el quinteto titular. La más destacada fue la segunda, la temporada 1982-83 en la que promedió 7,6 puntos y 2,9 rebotes por partido.
Al poco del comienzo de la temporada 1984-85 fue despedido, fichando a los pocos días como agente libre por Milwaukee Bucks. donde juega dos temporadas como suplente, siendo la mejor la segunda, en la que promedia 7,7 puntos y 3,0 rebotes por partido. Tras ser despedido poco después del comienzo de la siguiente temporada, se marcha a jugar a la liga italiana, fichando por el Scavolini Pesaro, donde en su única campaña promedia 17,5 puntos y 5,3 rebotes por partido.
Regresa a los Bucks al año siguiente, pero tras cinco partidos es traspasado a San Antonio Spurs junto con una futura segunda ronda del draft a cambio de Larry Krystkowiak. Pero los Spurs se deshacen finalmente de él sin llegar a debutar, fichando poco después por los Chicago Bulls. Allí sería uno de los últimos hombres del banquillo en las dos temporadas que permaneció, siendo la más destacada la primera, en la que promedió 3,8 puntos y 2,3 rebotes por partido.

## Estadísticas de su carrera en la NBA

### Temporada regular
| Temporada | Edad | Equipo             | Liga | P   | TIT | MIN  | TC  | TCA | %TC  | 3P  | 3PA | %3P  | TL  | TLA | %TL  | R.OF. | R.DEF. | REB | ASIS | ROB | TAP | PER | FP  | PTS |
| 1981-82   | 23   | Washington Bullets | NBA  | 54  | 10  | 10.6 | 1.6 | 3.4 | .478 | 0.0 | 0.0 | .000 | 0.6 | 0.7 | .811 | 1.0   | 1.5    | 2.5 | 0.6  | 0.2 | 0.2 | 0.8 | 1.6 | 3.8 |
| 1982-83   | 24   | Washington Bullets | NBA  | 74  | 10  | 15.7 | 3.4 | 7.2 | .470 | 0.0 | 0.1 | .200 | 0.8 | 1.2 | .629 | 1.1   | 1.8    | 2.9 | 1.0  | 0.4 | 0.3 | 1.2 | 1.6 | 7.6 |
| 1983-84   | 25   | Washington Bullets | NBA  | 46  | 0   | 10.2 | 2.2 | 4.7 | .472 | 0.0 | 0.2 | .111 | 0.5 | 0.8 | .615 | 0.7   | 1.5    | 2.2 | 0.7  | 0.3 | 0.2 | 0.8 | 1.3 | 5.0 |
| 1984-85   | 26   | TOTAL              | NBA  | 61  | 2   | 12.7 | 2.5 | 5.8 | .430 | 0.0 | 0.2 | .100 | 0.8 | 1.0 | .823 | 1.0   | 1.5    | 2.5 | 0.8  | 0.4 | 0.1 | 0.9 | 1.9 | 5.9 |
| 1984-85   | 26   | Washington Bullets | NBA  | 4   | 0   | 7.0  | 0.5 | 2.5 | .200 | 0.0 | 0.0 |      | 0.8 | 1.0 | .750 | 0.5   | 0.5    | 1.0 | 0.3  | 0.3 | 0.0 | 0.5 | 0.8 | 1.8 |
| 1984-85   | 26   | Milwaukee Bucks    | NBA  | 57  | 2   | 13.1 | 2.6 | 6.1 | .436 | 0.0 | 0.2 | .100 | 0.8 | 1.0 | .828 | 1.0   | 1.6    | 2.6 | 0.9  | 0.4 | 0.1 | 0.9 | 1.9 | 6.2 |
| 1985-86   | 27   | Milwaukee Bucks    | NBA  | 57  | 7   | 15.3 | 3.3 | 7.0 | .474 | 0.1 | 0.4 | .125 | 1.1 | 1.3 | .813 | 1.1   | 1.9    | 3.0 | 1.0  | 0.5 | 0.1 | 0.9 | 2.0 | 7.7 |
| 1987-88   | 29   | TOTAL              | NBA  | 21  | 0   | 10.8 | 2.3 | 5.5 | .417 | 0.0 | 0.8 | .059 | 0.3 | 0.5 | .700 | 0.8   | 1.2    | 2.0 | 1.0  | 0.1 | 0.2 | 0.9 | 1.4 | 5.0 |
| 1987-88   | 29   | Milwaukee Bucks    | NBA  | 5   | 0   | 7.8  | 1.2 | 3.6 | .333 | 0.0 | 0.4 | .000 | 0.0 | 0.0 |      | 0.2   | 0.4    | 0.6 | 0.6  | 0.4 | 0.2 | 1.0 | 0.8 | 2.4 |
| 1987-88   | 29   | San Antonio Spurs  | NBA  | 16  | 0   | 11.7 | 2.6 | 6.1 | .433 | 0.1 | 0.9 | .067 | 0.4 | 0.6 | .700 | 0.9   | 1.4    | 2.4 | 1.1  | 0.0 | 0.2 | 0.8 | 1.6 | 5.8 |
| 1988-89   | 30   | Chicago Bulls      | NBA  | 49  | 3   | 11.1 | 1.7 | 3.9 | .426 | 0.1 | 0.3 | .267 | 0.4 | 0.5 | .731 | 1.0   | 1.4    | 2.3 | 0.6  | 0.2 | 0.1 | 0.4 | 1.2 | 3.8 |
| 1989-90   | 31   | Chicago Bulls      | NBA  | 53  | 0   | 8.1  | 1.1 | 3.0 | .367 | 0.1 | 0.5 | .280 | 0.1 | 0.2 | .875 | 0.5   | 1.1    | 1.5 | 0.3  | 0.2 | 0.2 | 0.4 | 1.0 | 2.5 |
| Total     |      |                    | NBA  | 415 | 32  | 12.2 | 2.3 | 5.2 | .451 | 0.0 | 0.3 | .170 | 0.6 | 0.8 | .737 | 0.9   | 1.5    | 2.4 | 0.7  | 0.3 | 0.2 | 0.8 | 1.5 | 5.3 |

### Playoffs
| Temporada | Edad | Equipo             | Liga | P  | MIN | TCA | TC  | 3PA | 3P | TLA | TL | R.OF. | REB | ASIS | ROB | TAP | PER | FP | PTS | %TC  | %3P  | %FT   | MIN  | PTS | REB | AST |
| 1981-82   | 23   | Washington Bullets | NBA  | 6  | 52  | 7   | 17  | 0   | 1  | 2   | 2  | 1     | 5   | 3    | 1   | 1   | 7   | 6  | 16  | .412 | .000 | 1.000 | 8.7  | 2.7 | 0.8 | 0.5 |
| 1983-84   | 25   | Washington Bullets | NBA  | 3  | 17  | 7   | 12  | 0   | 0  | 0   | 0  | 1     | 3   | 0    | 0   | 0   | 1   | 0  | 14  | .583 |      |       | 5.7  | 4.7 | 1.0 | 0.0 |
| 1984-85   | 26   | Milwaukee Bucks    | NBA  | 5  | 51  | 8   | 20  | 0   | 2  | 3   | 4  | 6     | 10  | 4    | 0   | 0   | 4   | 2  | 19  | .400 | .000 | .750  | 10.2 | 3.8 | 2.0 | 0.8 |
| 1985-86   | 27   | Milwaukee Bucks    | NBA  | 12 | 145 | 21  | 58  | 0   | 1  | 18  | 20 | 9     | 25  | 6    | 4   | 0   | 12  | 28 | 60  | .362 | .000 | .900  | 12.1 | 5.0 | 2.1 | 0.5 |
| 1988-89   | 30   | Chicago Bulls      | NBA  | 17 | 191 | 19  | 47  | 1   | 6  | 7   | 9  | 16    | 43  | 5    | 4   | 1   | 13  | 29 | 46  | .404 | .167 | .778  | 11.2 | 2.7 | 2.5 | 0.3 |
| 1989-90   | 31   | Chicago Bulls      | NBA  | 6  | 20  | 2   | 7   | 0   | 1  | 0   | 0  | 3     | 3   | 1    | 0   | 0   | 1   | 5  | 4   | .286 | .000 |       | 3.3  | 0.7 | 0.5 | 0.2 |
| Total     |      |                    | NBA  | 49 | 476 | 64  | 161 | 1   | 11 | 30  | 35 | 36    | 89  | 19   | 9   | 2   | 38  | 70 | 159 | .398 | .091 | .857  | 9.7  | 3.2 | 1.8 | 0.4 |